# Casa Museu d'Emilia Pardo Bazán
La Casa Museu d'Emilia Pardo Bazán és una casa museu de la ciutat de la Corunya, situada a l'habitatge familiar d'Emilia Pardo Bazán, reconeguda escriptora gallega. Comparteix dependències amb la Real Academia Galega, de la qual depén.
Mostra la casa i dona importància a la faceta literària de l'autora unint sales d'ambient amb altres de posada d'escena molt audaç. Està situada al carrer Tabernas, 11.